# David Gleirscher
David Gleirscher (* 23. Juli 1994 in Hall in Tirol) ist ein österreichischer Rennrodler. Bei den Olympischen Winterspielen 2018 in Pyeongchang gewann er die Goldmedaille im Einsitzer sowie Bronze mit der Team-Staffel.

## Biografie
David Gleirscher lebt in Telfes im Stubai und startet für den RV Swarovski Halltal Absam.
Einen ersten Erfolg konnte er 2013 bei den Juniorenweltmeisterschaften in Park City verbuchen, als er  im Einsitzer die Bronzemedaille gewann. Ein Jahr später sicherte er sich bei der Heim-JWM in Igls mit der Team-Staffel die Goldmedaille. Im Einzel verpasste er als Vierter eine weitere Medaille nur knapp.
Im Winter 2014/15 absolvierte er seine erste volle Weltcup-Saison und war als Zwölfter der Gesamtwertung drittbester Österreicher hinter Wolfgang Kindl und Reinhard Egger. Als Vierter im Sprint von Altenberg schrammte er nur knapp an einem Podestplatz vorbei, zudem klassierte er sich zwei weitere Male unter den besten zehn. Die folgende Saison schloss er auf dem elften Gesamtrang ab und beendete bei den Weltmeisterschaften am Königssee sowohl Sprint als auch Einzelwettbewerb in den Top 10. In der U23-Wertung im Einsitzer gewann er hinter Tucker West die Silbermedaille. Die Saison 2016/17 verlief mit einem 24. Rang im Weltcup weniger erfolgreich, den Winter 2017/18 schloss er immerhin wieder als Gesamtzwölfter ab.
Bei seinen ersten Olympischen Winterspielen in Pyeongchang gewann er am 11. Februar 2018 völlig überraschend die Goldmedaille, ohne je zuvor im Weltcup einen Podestplatz erreicht zu haben. Er sorgte damit für den ersten ÖRV-Titel im Einsitzer seit Manfred Schmid in Grenoble 1968. Gleirscher profitierte dabei von einem Fahrfehler des führenden Deutschen Felix Loch, der im letzten Lauf noch von Platz eins auf Platz fünf zurückfiel. Vier Tage später holte er mit Madeleine Egle und Peter Penz/Georg Fischler die Bronzemedaille in der Team-Staffel. Nachdem er in der folgenden Saison seine ersten Podestplätze geschafft hatte, gewann er am 11. Jänner 2020 in Altenberg erstmals ein Weltcup-Rennen. Bei den Weltmeisterschaften in Sotschi holte er hinter Roman Repilow die Silbermedaille im Sprint. Ein Jahr später gewann er erneut im Sprint die Bronzemedaille hinter seinem Bruder Nico und Semjon Pawlitschenko. Es waren die WM-Medaillen 99 und 100 für den österreichischen Rodelverband. Am folgenden Tag holte er auch im Einsitzer Bronze. In der abschließenden Team-Staffel setzte er sich mit Madeleine Egle und Thomas Steu/Lorenz Koller gegen Deutschland durch und gewann Gold.

## Persönliches
Sein Vater Gerhard war ebenfalls Rennrodler und gewann drei Medaillen bei Weltmeisterschaften. Sein jüngerer Bruder Nico ist ebenfalls als Rennrodler aktiv. 
Gleirscher ist Polizist und Vater eines Sohnes (* 2017). Er ist Botschafter des Vereins Athletes for Ukraine.

## Erfolge

### Olympische Spiele
- Pyeongchang 2018:  im Einsitzer,  in der Team-Staffel
- Peking 2022: 15. Einsitzer

### Weltmeisterschaften
- Königssee 2016: 7. Einsitzer, 9. Sprint
- Igls 2017: 12. Sprint, 49. Einsitzer
- Sotschi 2020:  im Sprint
- Königssee 2021:  im Sprint,  im Einsitzer,  in der Team-Staffel
- Oberhof 2023:  im Einsitzer

### Europameisterschaften
- Sotschi 2015: 17. Einsitzer
- Altenberg 2016: 24. Einsitzer
- Sigulda 2018: 10. Einsitzer
- Lillehammer 2020  Teamstaffel, 4. Einsitzer

### Gesamtweltcup
| Saison  | Platz | Punkte |
| ------- | ----- | ------ |
| 2013/14 | 64.   | 04     |
| 2014/15 | 12.   | 0329   |
| 2015/16 | 11.   | 0352   |
| 2016/17 | 24.   | 0180   |
| 2017/18 | 12.   | 0425   |
| 2018/19 | 08.   | 0526   |
| 2019/20 | 06.   | 0549   |
| 2020/21 | 09.   | 0500   |
| 2021/22 | 14.   | 0364   |
| 2022/23 | 05.   | 0638   |
| 2023/24 | 05.   | 0655   |

### Weltcupsiege
Einzel
| Nr. | Datum           | Ort       | Bahn          |
| --- | --------------- | --------- | ------------- |
| 1.  | 11. Jänner 2020 | Altenberg | ENSO-Eiskanal |

Teamstaffel
| Nr. | Datum         | Ort         | Bahn                                    |
| --- | ------------- | ----------- | --------------------------------------- |
| 1.  | 19. Jan. 2020 | Lillehammer | Bob- und Rennschlittenbahn Hunderfossen |
| 2.  | 28. Nov. 2021 | Yanqing     | Yanqing National Sliding Center         |

### Juniorenweltmeisterschaften
- Park City 2013:  im Einsitzer
- Igls 2014:  in der Team-Staffel

## Auszeichnungen
- 2018: „Aufsteiger des Jahres“ bei der Wahl zu Österreichs Sportler des Jahres